# Mordechaï Ben-Ami
Mordechaï Ben-Ami est le pseudonyme de Haïm-Mordechaï Rabinovitch, né vers 1854 et décédé en 1932. Ben-Ami est un écrivain, publiciste et un des premiers théoriciens du sionisme. La vie de Ben-Ami est un exemple particulièrement représentatif du monde du shtetl. Ses articles et mémoires sur la question juive reflète la période de la naissance de la pensée sioniste en Russie.  

## Biographie
Ben-Ami est né dans une petite ville près de Moguilev (maintenant Mahiliow en Biélorussie). Il passe une partie de son enfance en Bessarabie, dans une famille patriarcale hassidique. Le dernier des cinq enfants de la famille, il perd son père à l'âge de quatre ans, qui deviendra dans le monde fictionnel et interne de l'écrivain, le symbole d'un paradis perdu idéalisé. La mort de son père et la pauvreté conséquente de la famille, les amènent à quitter le shtetl, un lieu qui dans les histoires autobiographique de Ben-Ami, apparait représenter la pure vie juive, un lieu mythique hors du temps et de l'espace.  À dix ans, il est envoyé dans un Talmud Torah pour enfants pauvres à Odessa.  Son premier contact avec cette grande ville est un choc pour lui: la ville symbolise le triomphe de la vie matérielle sur la vie spirituelle, la propagation de la russification qui efface l'identité juive, sa religion et son langage. À quinze ans, il entre au lycée, et plus tard étudie la médecine et la philologie.     
Après la première grande vague de pogroms en Russie, il part pour Vienne puis Brody, avant de s'installer à Paris en 1881. Là, il travaille comme délégué du mouvement Am Olam, qui milite pour l'établissement de colonies agricoles juives en Amérique. Pour mettre au courant des évènements ses lecteurs cultivés, Ben-Ami écrit initialement en russe. Sous le pseudonyme de Reish-Geluta, qu'il abandonnera plus tard, il publie deux lettres de Paris dans Voskhod, la revue prestigieuse des maskilim russes; L'année suivante, il part avec sa femme Klara à Genève, d'où il envoie ses premières histoires courtes et quelques études philosophiques à Voskhod. 
De retour à Odessa en 1886, Ben-Ami s'implique activement dans les premières associations Palestinophiles. De 1890 à 1905, il est membre du comité des Hovevei Tsion (Amants de Sion) d'Odessa, un des premiers mouvements sionistes. En 1897, une semaine avant le Premier congrès sioniste, il rencontre Theodor Herzl à Bâle et l'aide à organiser l'évènement. Ben-Ami est si subjugué par Herzl, qu'il écrira plus tard de façon ampoulée sa rencontre avec Herzl:
« Ce n'est plus l'élégant Dr Herzl de Vienne, c'est un descendant royal de David, sortant de sa tombe qui apparait devant nous dans la grandeur et la beauté avec cette légende qui l'entoure. Tout le monde est saisi comme si un miracle historique s'était produit…C'était comme si le Messie, le fils de David se tenait devant nous. »

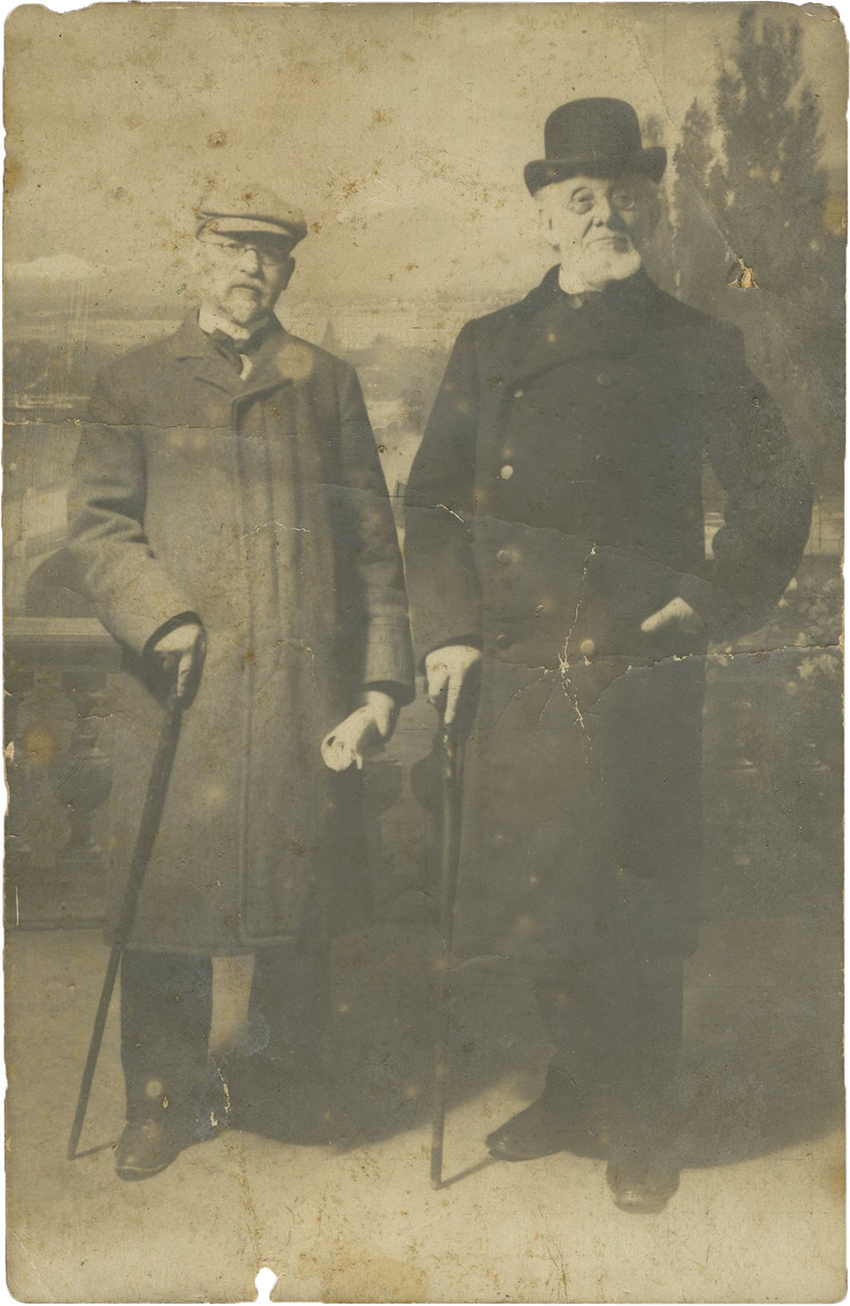
Mordechaï Ben-Ami à gauche avec Mendele Moïkher Sforim à Genève en 1907

À la différence des sionistes politiques, Ben-Ami voit le rôle du futur état comme strictement lié à la vie religieuse et spirituelle juive. Son image d'une patrie historique renaissante est comparable à l'image qu'il se fait de son foyer perdu du shtetl.  
En 1905, Ben-Ami quitte l'Empire russe définitivement, passant deux décennies à Genève, et s'embarque probablement en 1924 pour Haïfa en Palestine mandataire. Il est là-bas en contact avec Haïm Nahman Bialik et Ahad Ha'Am. En 1925, il s'installe à Tel Aviv. La plupart des œuvres de Ben-Ami paraissent dans la presse périodique juive de langue russe et n'ont été que récemment redécouvertes. Certaines sont traduites dans d'autres langues. 
Le recueil principal de ses histoires écrites en russe est imprimé à Odessa en 1898 sous le titre Sobranie rasskazov i ocherkov (Recueil d'histoires courtes et d'essais). Ce livre, qui normalement devait être le premier d'une série qui n'a jamais été réalisée, est un exemple typique de la stratégie narrative et des thèmes de Ben-Ami. Le recueil comprend trois histoires: Malenkaya drama (Un petit drame); Baal-Tefilo (Chef de prière – de l'hébreu: baal tefilah) et Noch’ na Goshano Rabo (Nuit de Hoshanna Rabba – le septième jour de Souccot). Ces histoires, dont les deux premières ont déjà été publiées dans Voskhod, offrent une vision dramatique et empathique de la vie juive, indigente mais spirituellement riche dans les shtetl et les grandes villes. Baal-Tefilo, admirée par Bialik qui la traduira en hébreu, est une histoire superbe et originale d'un chantre juif découvrant la tentation de la musique profane et la fascination de la sensualité. 
À partir de la fin des années 1880, Ben-Ami commence à écrire en yiddish. Il publie en 1888 une série de saynètes intitulée Di kinder-yorn (Les années d'enfance), qui paraissent dans la Yudishe biblyotek (Bibliothèque yiddish) de Cholem Aleikhem. Plus tard, il écrit pour les revues Yud (Juif); Arbeter Fraynd (Ami des travailleurs); Di Tsukunft (Le futur); Pinkes (Enregistrement) en 1913, dirigé par Shmuel Niger de Vilna. Parmi ses autres écrits en yiddish, on peut citer ses contes: Rozhinkes mit mandlen (Raisins avec amandes) à New York en 1904; Ershte nakht fun khanike (Première nuit de Hanoucca) publié en 1893 à Odessa; Fayvl der groyser un fayvl der kleyner (Fayvl le grand et Fayvl le petit) à New York en 1918. 
Il rédige en 1924 une notice biographique de Mendele Moïkher Sforim en hébreu sous le titre Reb mendele shebal pe (Mr Mendele oralement) pour le journal Hatekuf (L'Époque). Kovets sipurim (Recueil d'histoires) est publié en 1924; Anshe dorenu (Les gens de notre époque) parait en 1932 et Sipurim lenaare yisrael (Histoires de la jeunesse d'Israël) parait en œuvre posthume en 1933 à Tel Aviv. 
Ben-Ami décède en 1932 et est enterré à Tel Aviv.